# Эгреши, Габор (актёр)
Габор Эгреши (иногда Эгрешши, венг. Egressy Gábor; 3 ноября 1808, Шайоласлофальва — 30 июля 1866, Пешт) — венгерский актёр, театральный режиссёр и автор сочинений в области теории драматургии, брат актёра и композитора Бени Эгреши. Был известен также как активный участник Венгерской революции.

## Биография
Габор Эгреши родился в семье протестантского пастора. С юных лет играл в труппах странствующих актёров, с 1833 года играл на сцене театра Клаузенбурга. В 1835 году стал актёром Замкового театра в Буде. В 1837 году отправился изучать актёрское искусство в Вену, однако вернулся на родину в том же году. С 1837 года играл на сцене недавно на тот момент открытого Национального театра в Будапеште. В 1838 году с труппой этого театра гастролировал по Венгрии.
Во время Венгерской революции 1848—1849 годов был правительственным комиссаром в Тисской области; после революции был приговорён к смертной казни и бежал в Османскую империю. В 1850 году вернулся на родину, 7 октября 1851 года был официально амнистирован, после чего вновь стал актёром и продолжал играть на сцене до 1859 года. В 1865 году стал преподавателем в школе драматического искусства. Скончался спустя год от инсульта.
Пользовался одинаковым успехом и в высокой трагедии, и в обыкновенной драме, и в комических ролях. Более всего известен своим успешным переносом на венгерскую сцену пьес Уильяма Шекспира, сюжеты которых он адаптировал для венгерских зрителей.
Основные работы: «Шекспировские этюды», «Руководство к драматическому искусству» и дневник своего пребывания в Турции.